# Horisme macularia
Horisme macularia är en fjärilsart som beskrevs av John Henry Leech 1897. Horisme macularia ingår i släktet Horisme och familjen mätare. Inga underarter finns listade i Catalogue of Life.